# کارون باتلر
کارون باتلر (انگلیسی: Caron Butler؛ زاده ۱۳ مارس ۱۹۸۰) یک بازیکن بسکتبال اهل ایالات متحده آمریکا است.